# Neoserica diversipennis
Neoserica diversipennis är en skalbaggsart som beskrevs av Moser 1915. Neoserica diversipennis ingår i släktet Neoserica och familjen Melolonthidae. Inga underarter finns listade i Catalogue of Life.